# Alvar Granström
Alvar Herbert Granström, född 24 augusti 1907 i Nederkalix församling, död 18 november 2000 i Nacka församling, var en svensk kostymtecknare och textildesigner.

## Biografi
Efter studentexamen i Luleå studerade Granström litteraturhistoria och musikhistoria vid Stockholms högskola. Han genomgick Leon Welamsons konstskola och Tillskärarakademien samt började sedan på Operans kostymateljé som elev till John Jon-And. Han debuterade som kostymtecknare vid en uppvisning på Sven Tropps balettskola 1936. I mer än 40 år gjorde han kostymer till produktioner på Kungliga Teatern, Dramatiska teatern och andra scener samt för film. Han samarbetade med bland andra Per-Axel Branner, Olof Molander, Göran Gentele, Birgit Cullberg, Ivo Cramér, Arne Mattsson och Karl Gerhard. 
Därutöver designade han textilier och gjorde liturgiska arbeten för Atelier Libraria och Märtha Gahn. Granström är representerad vid bland annat Nationalmuseum.
År 1988 utgav han boken Balett och kostym, som använts som lärobok inom dansutbildningen, och 1990 Kvinnor och krinoliner. 1992 utkom hans öppenhjärtiga memoarbok Bara en kostymtecknare.
Alvar Granström var kusin till konstnären Gösta Granström.

## Filmografi

### Kostym
- 1942 – General von Döbeln
- 1944 – Vi behöver varann
- 1958 – Bock i örtagård
- 1959 – Sängkammartjuven
- 1960 – Sommar och syndare
- 1960 – Tre önskningar
- 1960 – När mörkret faller
- 1961 – Bibliska bilder
- 1961 – Ljuvlig är sommarnatten
- 1962 – Biljett till paradiset
- 1962 – Kort är sommaren
- 1963 – Det är hos mig han har varit
- 1966 – Ön

### Roller
- 1942 – Lågor i dunklet – Persson, gymnasist vid Karlsbroläroverket
- 1958 – Bock i örtagård – Organist

## Teater

### Scenografi och kostym
| År   | Produktion                                                                                   | Upphovsmän                                                                               | Regi                         | Teater                           | Noter                 |
| ---- | -------------------------------------------------------------------------------------------- | ---------------------------------------------------------------------------------------- | ---------------------------- | -------------------------------- | --------------------- |
| 1936 | Fruar på vift Le donne di buon umore                                                         | Domenico Scarlatti och Carlo Goldoni                                                     | Julian Algo                  | Kungliga Operan                  | Kostym                |
| 1937 | Casanova                                                                                     | Riccardo Pick-Mangiagalli och Giuseppe Adami                                             | Julian Algo                  | Kungliga Operan                  | Kostym                |
| 1941 | Revytidningen Taggen, revy                                                                   | Staffan Tjerneld                                                                         | Per-Axel Branner             | Nya Teatern                      | Kostym                |
| 1941 | Christina                                                                                    | August Strindberg                                                                        | Per-Axel Branner             | Nya Teatern                      | Kostym                |
| 1942 | Revytidningen Nya Taggen, revy                                                               | Staffan Tjerneld                                                                         | Per-Axel Branner             | Nya Teatern                      | Kostym                |
| 1945 | Kameliadamen La Dame aux camélias                                                            | Alexandre Dumas d.y. Översättning Karin Jensen                                           | Per-Axel Branner             | Nya Teatern                      | Kostym                |
| 1945 | Taggens varuhusrevy                                                                          | Georg Eliasson och Gösta Rybrant                                                         | Per-Axel Branner             | Nya Teatern                      | Kostym                |
| 1947 | Alltsedan paradiset Ever since paradise                                                      | J.B. Priestley Översättning Barbro Alving                                                | Per-Axel Branner             | Nya Teatern                      | Kostym                |
| 1947 | Född igår Born Yesterday                                                                     | Garson Kanin Översättning Eva Tisell                                                     | Per-Axel Branner             | Nya Teatern                      | Scenografi            |
| 1947 | Brigadoon                                                                                    | Alan Jay Lerner och Frederick Loewe Översättning Eva Tisell                              | Per-Axel Branner             | Oscarsteatern                    | Kostym                |
| 1948 | Fröjd för stunden Present Laughter                                                           | Noël Coward Översättning Eva Tisell                                                      | Per-Axel Branner             | Nya Teatern                      | Kostym                |
| 1949 | Kiki                                                                                         | André Picard                                                                             | Martha Lundholm              | Vasateatern                      | Scenografi            |
| 1949 | Den lilla hyddan La petite hutte                                                             | André Roussin Översättning Eva Tisell                                                    | Per-Axel Branner             | Nya Teatern                      | Kostym                |
| 1949 | Arvtagerskan The Heiress                                                                     | Ruth och Augustus Goetz Översättning Gustaf Agerberg                                     | Per-Axel Branner             | Nya Teatern                      | Scenografi och kostym |
| 1951 | Strutsens ägg Les Oeufs de l'autruche                                                        | André Roussin Översättning Eva Tisell                                                    | Per Gerhard                  | Nya Teatern                      | Kostym                |
| 1951 | Så tuktas kärleken La repetition ou l'amour puni                                             | Jean Anouilh Översättning C.G. Bjurström och Tuve Ambjörn Nyström                        | Per-Axel Branner             | Nya Teatern                      | Kostym                |
| 1952 | Gigi                                                                                         | Anita Loos Översättning Eva Tisell                                                       | Per-Axel Branner             | Nya Teatern                      | Kostym                |
| 1953 | De tre musketörerna Les trois Mousqetaires                                                   | Hans Grossman                                                                            | Birgit Cullberg              | Kungliga Operan                  | Kostym                |
| 1953 | Medea                                                                                        | Béla Bartók                                                                              | Birgit Cullberg              | Kungliga Operan                  | Kostym                |
| 1955 | Min fru på drift This Was a Man                                                              | Noël Coward Översättning Rudolf Wendbladh                                                | Frank Sundström              | Nya Teatern                      | Scenografi            |
| 1956 | Ett dockhem Et dukkehjem                                                                     | Henrik Ibsen                                                                             | Per-Axel Branner             | Riksteatern                      | Scenografi            |
| 1956 | En midsommarnattsdröm A midsummer night's dream                                              | Dag Wirén och William Shakespeare                                                        | Alf Sjöberg                  | Kungliga Operan                  | Kostym                |
| 1956 | Alltsedan paradiset Ever Since Paradise                                                      | J.B. Priestley                                                                           | Per-Axel Branner             | Nya Teatern                      | Scenografi och kostym |
| 1958 | Magister Bläckstadius                                                                        | August Blanche                                                                           | Else Fisher                  | Riksteatern                      | Kostym och scenografi |
| 1959 | Orfeus Nilsson, revy                                                                         | Gösta Bernhard och Stig Bergendorff                                                      | Gösta Bernhard Olof Thunberg | Blancheteatern                   | Kostym                |
| 1961 | Ursäkta handsken, revy                                                                       | Karl Gerhard                                                                             | Tage Danielsson              | Idéonteatern                     | Kostym                |
| 1961 | Pastoral                                                                                     | Lars-Erik Larsson                                                                        | Björn Holmgren               | Kungliga Operan                  | Kostym och scenografi |
| 1963 | Lås in Era döttrar Lock up your daughters                                                    | Laurie Johnson, Lionel Bart och Bernard Miles Översättning Stig Ahlgren                  | Ivo Cramér                   | Oscarsteatern                    | Kostym                |
| 1963 | Min syster och jag Meine Schwester und ich                                                   | Ralph Benatzky Översättning Gösta Rybrant                                                | Jackie Söderman              | Norrköping-Linköping stadsteater | Kostym                |
| 1965 | Figaros bröllop Le Mariage de Figaro ou La folie journée                                     | Pierre de Beaumarchais Översättning Allan Bergstrand                                     | Lars Gerhard Norberg         | Norrköping-Linköping stadsteater | Kostym och scenografi |
| 1969 | Cabaret                                                                                      | John Kander, Fred Ebb och Joe Masteroff Översättning Agneta Ginsburg och Bertil Norström | John Zacharias               | Norrköping-Linköping stadsteater | Kostym                |
| 1969 | Kiss Me, Kate                                                                                | Cole Porter, Samuel Spewack och Bella Spewack                                            | Bo Forsberg                  | Riksteatern                      | Kostym                |
| 1970 | Vi är alla lika Kvällssol, Shadow of the evening Pojke på delfin, Come into the garden, Maud | Noël Coward Översättning Per-Axel Branner                                                | Per-Axel Branner             | Maximteatern                     | Kostym                |
| 1971 | Lavendel                                                                                     | Walentin Chorell                                                                         | Bertil Norström              | Norrköping-Linköping stadsteater | Kostym och scenografi |
| 1972 | Den förgyllda lergöken                                                                       | Emil Norlander                                                                           | Bertil Norström              | Norrköping-Linköping stadsteater | Kostym och scenografi |
| 1972 | Hoppsan i sängen                                                                             | Ray Cooney och John Chapman Översättning Torsten Ehrenmark                               | John Zacharias               | Norrköping-Linköping stadsteater | Kostym och scenografi |
| 1973 | Gustav III                                                                                   | August Strindberg                                                                        | Mimi Pollak                  | Norrköping-Linköping stadsteater | Kostym och scenografi |
| 1975 | En tallrik ärtsoppa                                                                          | Ralph Lundsten                                                                           | Ivo Cramér                   | Cramérbaletten                   | Scenografi            |
| 1975 | Bältespännarna                                                                               |                                                                                          | Henny Mürer                  | Cramérbaletten                   | Scenografi            |
| 1978 | Extravaganza                                                                                 | Dmitrij Sjostakovitj                                                                     | Jeremy Leslie-Spinks         | Kungliga Operan                  | Kostym                |